# Henry M. Ridgely

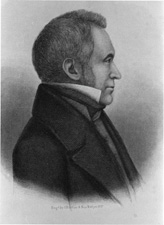
Henry M. Ridgely

Henry Moore Ridgely (* 6. August 1779 in Dover, Delaware; † 6. August 1847 ebenda) war ein US-amerikanischer Politiker, der den Bundesstaat Delaware in beiden Kammern des Kongresses vertrat.
Nach dem Besuch des Dickinson College in Carlisle studierte Ridgely Jura und wurde 1802 in die Anwaltskammer aufgenommen. Er arbeitete als Jurist in Dover und war zunächst mit Sally Banning verheiratet, die 15 Kinder zur Welt brachte; acht von ihnen erreichten das Erwachsenenalter. 1842 ging er dann eine zweite Ehe mit Sarah Ann Comegys ein, der Tochter von Cornelius P. Comegys, dem ehemaligen Gouverneur von Delaware. Ridgely gehörte dem Leitungsstab der Farmers Bank an und fungierte 40 Jahre lang als deren Präsident.
Seine politische Laufbahn begann er als Föderalist im Repräsentantenhaus von Delaware, dem er von 1808 bis 1810 angehörte. Zu dieser Zeit war er auch als Beamter am Gericht des Kent County beschäftigt. 1810 wurde er ins US-Repräsentantenhaus gewählt, wo er bis zum 3. März 1815 verblieb. Er zählte dort zur föderalistischen Opposition gegen den Britisch-Amerikanischen Krieg.
Um eine Wiederwahl bewarb sich Henry Ridgely 1814 nicht. Er kehrte nach Dover zurück und arbeitete wieder als Jurist. Im Jahr 1818 übernahm er das Amt des Secretary of State von Delaware; dieses behielt er bis 1827. Überdies war er in den Jahren 1816, 1822 und 1827 erneut Abgeordneter im Repräsentantenhaus des Staates.
Am 12. Januar 1827 zog Ridgely wiederum in den Kongress in Washington, D.C. ein. Er war zum Nachfolger des verstorbenen Senators Nicholas Van Dyke gewählt worden, dessen bis zum 3. März 1829 dauernde Amtszeit er beendete. Eine Wiederwahl blieb ihm versagt, weil er sich zwischenzeitlich als Anhänger von Andrew Jackson der Demokratischen Partei angeschlossen hatte und somit im Gegensatz zur Mehrheit in der Delaware General Assembly stand, die zu diesem Zeitpunkt noch die Senatoren wählte.
Henry Ridgely zählte zu den Gegnern der Sklaverei. Es wurde behauptet, er habe Sklaven nur deshalb gekauft, um sie hinterher freilassen zu können. Er starb an seinem 68. Geburtstag in seinem Heimatort Dover.